# Тверской, Михаил Михайлович
Михаил Михайлович Тверской (6 февраля 1936 — 5 июня 2020) — российский учёный, доктор технических наук, профессор, заслуженный деятель науки и техники РСФСР (1991).

## Биография
Родился 6 февраля 1936 года в с. Ново-Павловка Петровск-Забайкальского района Читинской области.
Окончил среднюю школу в гор. Кизел Пермской области (1954, с серебряной медалью) и механико-технологический факультет Челябинского политехнического института (1959, с отличием). Был оставлен на кафедре для педагогической и научной работы. В 1961 году направлен в целевую аспирантуру Московского станкоинструментального института. В 1964 году защитил кандидатскую диссертацию.
Доцент (1968), профессор (1977). В 1975 г. защитил докторскую диссертацию:
- Технологические основы оптимального автоматического управления процессами механической обработки деталей инструментами малой прочности и жесткости : диссертация … доктора технических наук : 05.02.08. — Челябинск, 1974. — 394 с. : ил.

С апреля 1976 года — заведующий кафедрой автоматизации механосборочного производства, созданной по его инициативе. 1987—1994 годы — проректор ЮУрГУ по научной работе.
С июня 2018 года жил в Сочи.
Умер 5 июня 2020 года.

## Научная деятельность
Сфера научной деятельности — решение проблем оптимизации технологических процессов, обеспечения необходимого тензора инерции летательных аппаратов, успешного запуска ракет.
Создатель научной школы по автоматизации сложных технологических процессов.

### Сочинения
Автор (соавтор) трех монографий, 22 учебных пособий. Сочинения:
- Автоматическое управление режимами обработки деталей на станках / М. М. Тверской. — М. : Машиностроение, 1982. — 208 с. : ил.; 20 см.
- Автоматизированный контроль и коррекция распределения масс изделий машиностроения / Тверской М. М.; М-во общ. и проф. образования РФ. Челяб. гос. техн. ун-т. — Челябинск : Изд-во ЧГТУ, 1997. — 184 с. : ил.; 20 см; ISBN 5-696-00829-1
- Основы технологии механосборочного производства [Текст] : учебное пособие / М. М. Тверской ; М-во образования и науки Российской Федерации, Южно-Уральский гос. ун-т, Каф. «Автоматизация механосборочного пр-ва». — Челябинск : Издательский центр ЮУрГУ, 2011. — 188, [1] с. : ил., табл.; 21 см.
- Основы теории автоматического управления производственными процессами : Текст лекций / М. М. Тверской, Ю. Н. Свиридов, В. М. Нуждов. — Челябинск : ЧПИ, 1982. — 46 с. : ил.; 20 см.
- Автоматизированные технологические комплексы : Текст лекций по курсу «Автоматика и автоматизация произв. процессов» / М. М. Тверской, Л. Н. Можайцев, Ю. П. Клепиков. — Челябинск : ЧПИ, 1984. — 54 с. : ил.; 20 см.
- Автоматизированные технологические комплексы [Текст] : учебное пособие к практическим работам / Тверской М. М., Сюськина Ю. Л. ; М-во образования и науки Российской Федерации, Южно-Уральский гос. ун-т, Каф. «Автоматизация механосборочного производства». — Челябинск : Изд. центр ЮУрГУ, 2013. — 55, [3] с. : ил.; 21 см.
- Проектирование технологических процессов машиностроительного производства [Текст] : учебное пособие к курсовому проекту / М. М. Тверской, Ю. Н. Свиридов, Ю. Л. Сюськина ; М-во образования и науки Российской Федерации, Южно-Уральский гос. ун-т, Каф. «Автоматизация механосборочного пр-ва». — Челябинск : Изд. центр ЮУрГУ, 2011. — 128 с. : табл.; 20 см.
- Автоматизация процесса контроля и сборки в машиностроении : Текст лекций / М. М. Тверской, М. С. Кувшинов, Д. В. Каленик и др.; Челяб. политехн. ин-т им. Ленинского комсомола, Каф. автоматизации имеханосбороч. пр-ва. — Челябинск : ЧПИ, 1985. — 49 с. : ил.; 20 см.

## Награды и звания
Заслуженный деятель науки и техники РСФСР (1991), почётный машиностроитель РФ (2003).